# Tom Holland (glumac)
Thomas Stanley Holland (Kingston upon Thames, London, 1. lipnja 1996.), engleski je glumac i plesač. Holland je najpoznatiji kao naslovni lika Spider-Man u Marvelovom filmskom univerzumu. Za svoje glumačke uspjehe dobio je nagradu BAFTA, tri nagrade Saturn i ušao u Guinnessovu knjigu rekorda.

## Životopis

### Rani život i obrazovanje
Holland je rođen u Kingston upon Thamesu, London, kao sin Nicole Elizabeth (djevojački Frost), fotograf, i Dominic Holland, komičar i pisac. Ima tri brata, blizanci, Sam i Harry, tri su godine mlađi, od kojih će se pojaviti u 2013. film Diana, i Patrick, osam godina mlađi. Njegov djed i baka rođeni su na otoku Man i Tipperary u Irskoj.
Holland je pohađao rimokatoličku pripremnu školu u Donhead. Pohađao je Wimbledon College do prosinca 2012. godine, te The BRIT School for Performing Arts and Technology nakon toga.

## Karijera

### Kazalište
Holland je počeo plesati hip hop u Nifty Feet Dance School u Wimbledonu. Njegov potencijal vidio je koreograf Lynne Page kada je nastupao u školi plesa kao dio Richmond Dance Festivala 2006. godine.
Nakon osam audicija i naknadne dvije godine treniranja, 28. lipnja 2008. godine Tom Holland održao je svoj debi na West endu Billy Elliot mjuzikl, kao Michael, Billyev najbolji prijatelj. Prvi puta je nastupao u glavnoj ulozi 8. rujna 2008., dobivajući pozitivan rezultate.
U rujnu 2008., Holland (zajedno sa zvijezdom Tanner Pflueger) pojavio se na televizijskom kanalu FIVE i dao je svoj prvi televizijski intervju.
Dana 8. ožujka 2010. na proslavi pete godišnjice Billy Elliot mjuzikl, četiri Billy Elliota, uključujući i Hollanda, pozvani su na Downing Street 10, na susret premijera Gordona Browna. Holland je izabran da vodi na peti-jubilarni koncert 31. ožujka 2010. Holland je se redovno pojavljivao kao Billy na Billy Elliot mjuziklu, mjenjajući se s tri različita izvođača sve do 29. svibnja 2010. godine kada je završio sa svojim izvođenjem na Billy Elliot mjuziklu.

### Film
Holland je 2011. izabran u Britanskoj verziji animiranog filma Арриетти, koji je producirao japanski Studio Ghibli. On je osigurao glas za glavnog junaka Sho.
Holland je svoj prvi filmski debi ostvario u filmu Nemoguće, kojeg je režirao Juan Antonio Bayona, zajedno s Naomi Watts i Ewan McGregor. Film je imao svoju premijeru na Toronto International Film Festivalu 9. rujna 2012. godine i bio je kritičan i komercijalan uspjeh, ostvarujući bruto dobitak od $180,3 milijuna širom svijeta. Holland je za tu ulogu osvojio univerzalnu pohvalu od kritičara i dobio brojne nagrade kao što su National Board of Review Award for Breakthrough Performance i London Film Critics Circle Award for britanskog mladog izvođača godine. 
Holland je nastupio u ulozi Isaaca u filmu Kao što ja živim sada, koji je objavljen u Velikoj Britaniji 4. listopada 2013. godine, u glavnim ulogama su Saoirse Ronan i Tom Nickerson u filmu U srca mora (2015), kojeg je režirao Ron Howard. 2015. godine se pojavio na televizijskom kanalu BBC Two iz serije Wolf Hall, kao Gregory Cromwell.
23. lipnja 2015 godine je objavljeno da je Holland dobio ulogu Peter Parkera/Spider-Mana u Marvelovom filmskom univerzumu, prvo pojavljujući se u Kapetan Amerika: Građanski rat (2016), film je bio veliki kritički i komercijalni uspjeh, ostvarujući bruto dobitak veći od 1,1 milijarde dolara širom svijeta, što ga čini najuspješnijim filmom 2016. godine, dok je Holland dobivao pohvale kritičara. Spider-Man: Povratak kući je izašao na ljeto 2017. godine, te je objavljeno da je to prvi dio trilogije (Spider-Man: Daleko od kuće 2019. i Spider-Man: Put bez povratka 2021. godine).
Film Spider-Man: Put bez povratka srušio je svjetski rekord najgledanijeg trailera za film.

## Filmografija

### Film
| Godine | Naziv                          | Uloga                      | Napomene                     |
| ------ | ------------------------------ | -------------------------- | ---------------------------- |
| 2012.  | Арриетти                       | Shō (glas)                 | Glas je dao samo u UK        |
| 2012.  | Nemoguće                       | Lucas Bennett              |                              |
| 2013.  | Kao što ja živim sada          | Isaac                      |                              |
| 2014.  | Lok                            | Eddie (glas)               |                              |
| 2015.  | U srcu mora                    | Mladi Thomas Nickerson     |                              |
| 2016.  | Rub zime                       | Bradley Baker              |                              |
| 2016.  | Čudovište poziva               | Čudovište                  | Postavljao je samo pripravak |
| 2016.  | Kapetan Amerika: Građanski rat | Peter Parker / Spider-Man  |                              |
| 2017.  | Spider-Man: Povratak kući      | Peter Parker / Spider-Man  |                              |
| 2017.  | Izgubljeni grad Z              | Jack Fawcett               |                              |
| 2017.  | Hodočašće                      | The Novice / Brat Diarmuid | Završen                      |
| 2017.  | Trenutni Rat                   | Samuel Insull              | Post-produkcija              |
| 2018.  | Osvetnici 3: Rat beskonačnosti | Spider-Man                 | Završen                      |
| 2019.  | Osvetnici 4: Završnica         | Spider-Man                 | Završen                      |
| 2021.  | Spider-Man: Put bez povratka   | Spider-Man                 | Završen                      |

### Televizija
| Godine | Naziv                    | Uloga            | Napomene  |
| ------ | ------------------------ | ---------------- | --------- |
| 2015.  | Wolf Hall                | Gregory Cromwell | 6 epizoda |
| 2017.  | Lip Sync Battle          | Sam              | 1 epizoda |
| 2018.  | Jojo part 5: vento aureo | Narancia Ghirga  | 3 epizoda |

### Kazalište
| Godine        | Naziv                | Uloga                  | Mjesto                  | Napomene                           |
| ------------- | -------------------- | ---------------------- | ----------------------- | ---------------------------------- |
| 2008. – 2010. | Billy Elliot Mjuzikl | Billy Elliot / Michael | Victoria Palace Theatre | 8. rujna 2008. – 29. svibnja 2010. |

## Osobni život
Holland stanuje u Londonu. On ima psa po imenu Tessa. U romantičnoj je vezi s kolegicon sa   Zendayom.